# Léonce Quentin
Léonce Gaston Quentin (Chartres, 16 febbraio 1880 – Vincennes, 1º dicembre 1957) è stato un arciere francese.

## Palmarès
- Giochi olimpici

Anversa 1920: argento nel Target 28 metri individuale, argento nel Target 33 metri a squadre, argento nel Target 50 metri a squadre, bronzo nel Target 28 metri a squadre.